# Lifestyle Holidays Vacation Club
Lifestyle Holidays Vacation Club es uno de los complejos turísticos más grandes de la República Dominicana. La oficina principal está situada en Puerto Plata. Markus Wischenbart es el propietario y presidente de la compañía.

## Descripción
Lifestyle Holidays Vacation Club fue fundado en 2002. La membresía VIP fue lanzada más tarde.
La compañía trabaja en la industria de viajes y turismo. Los complejos están disponibles para los miembros del Club.
En 2012 el Club celebró el concierto de LMFAO y en 2016 organizó el concierto con Ricky Martin y el Festival Procigar.
En 2016 Lifestyle Holidays Vacation Club ganó el Premio Cornerstone de la Asociación Canadiense de Desarrollo Turístico (CRDA Cornerstone Award).
En 2017 la compañía recibió 21 premios de RCI.
En 2018 el Club fue galardonado con los Premios Perspective Magazine por el mejor diseño exterior.
La compañía tiene 6 clubes de vacaciones en Puerto Plata, Cabarete, Punta Cana, Samaná, Bayahibe y Boca Chica en la República Dominicana.
Además, hay 2 complejos en Cancún, México, y Dubái, los Emiratos Árabes Unidos.